# Pentacalia decomposita
Pentacalia decomposita là một loài thực vật có hoa trong họ Cúc. Loài này được (Sch.Bip. ex Hieron.) Cuatrec. mô tả khoa học đầu tiên năm 1981.